# Jack lo squartatore (film 1959)
Jack lo squartatore (Jack the Ripper) è un film del 1959 diretto da Robert S. Baker e Monty Berman.
Si tratta della prima pellicola che metta in scena gli eventi degli omicidi seriali di Jack lo squartatore facendovi direttamente riferimento. La trama segue gli stilemi del convenzionale giallo "ad enigma" con false piste e indizi ingannevoli.

## Trama
Londra 1888: La città è terrorizzata dagli efferati omicidi di uno sconosciuto che aggredisce le donne che si trovano sole per le strade di notte e le uccide a coltellate. L'opinione pubblica manifesta indignazione e sfiducia nei confronti della polizia che non è in grado di consegnare alla giustizia il colpevole. L'ispettore di Scotland Yard O'Neill accoglie la visita di un suo vecchio amico dagli Stati Uniti, il detective Sam Lowry di New York, che accetta di seguire le indagini sull'omicida insieme alla polizia. 
Le ferite riscontrate sulle vittime rivelano una certa abilità dell'assassino nel maneggiare il coltello, il che fa concentrare le indagini su chirurghi e studenti di medicina, ma finora nessun appartenente a questa categoria desta sospetti. Intanto Sam Lowry si invaghisce di una ragazza di nome Anne Ford ma lo zio di lei, il dottor Tranter, non approva. Sam e Anne una sera si recano in un locale malfamato per cercare qualche indizio utile. Anne si accorge di essere seguita da un uomo che potrebbe essere sospetto, ma poi si accorge che si tratta di sir David Rogers, primario di un ospedale. 
Qualche tempo dopo, Sam segue le tracce di una certa Mary Clark temendo che possa trattarsi della prossima vittima, ma non riesce a impedire che questa venga uccisa. Anche Anne si trova nei paraggi. Questa volta l'assassino ha lasciato una traccia: lentamente la polizia stringe il cerchio e, dopo qualche falsa pista, lo individua e lo costringe a una fuga precipitosa che ne causa la morte schiacciato da un montacarichi. Si tratta proprio del dottor Rogers, diventato un assassino seriale in seguito al suicidio del proprio figlio, innamoratosi di quella che era stata la sua ultima vittima.
Gli omicidi cessano, ma non esistendo prove della colpevolezza del sospettato, l'identità del serial killer non viene rivelata alla stampa e rimarrà per sempre ignota.

## Produzione
Robert S. Baker e Monty Berman, già produttori di The Flesh and the Fiends; The Trollenberg Terror; Blood of the Vampire, trassero il film da una sceneggiatura scritta da Jimmy Sangster (The Mummy; Dracula; The Curse of Frankenstein), basata su un copione di Peter Hammond e Colin Craig. La storia è vagamente ispirata alla teoria di Leonard Matters secondo la quale Jack lo Squartatore era un dottore in cerca di vendetta. Nel libro di Matters, The Mystery of Jack the Ripper, il killer uccide le prostitute per vendicare la morte del figlio. Tuttavia, Matters nel romanzo spiega che il figlio era morto a causa di malattie veneree, mentre nel film egli si è suicidato dopo aver scoperto che la sua amante era una prostituta. Anche se girato in bianco e nero e a basso budget, il film nella versione americana ha un breve inserto a colori nel finale, nella scena della morte dello squartatore che viene schiacciato da un montacarichi.
L'inserimento del detective americano nella sceneggiatura era un tentativo di accattivarsi il mercato statunitense, ma il film si rivelò comunque un flop commerciale.

## Censura
La classificazione "X" venne assegnata dalla BBFC quando finalmente il film passò il vaglio della censura il 20 marzo 1959. Come era in uso all'epoca, inizialmente la pellicola fu sottoposta una prima volta alla commissione durante la fase di revisione del copione nel dicembre 1957, in modo che la BBFC potesse preventivamente intervenire chiedendo la rimozione di quanto non era lecito. Berman e Baker girarono un finale a colori che venne soppresso (ma reintegrato nella versione circolata negli Stati Uniti), e girarono anche alcune scene di nudo esplicite, mostrando i seni delle ballerine, per la versione Continentale da distribuirsi in Francia, dove la censura era molto più permissiva. 

## Colonna sonora
La versione originale ha una colonna sonora orchestrale opera di Stanley Black, mentre la versione distribuita negli Stati Uniti comprende una diversa colonna sonora jazzata composta da Jimmy McHugh e Pete Rugolo, arrangiata e diretta da quest'ultimo.